# Antônio Carlos de Oliveira
Antônio Carlos Nantes de Oliveira (* 27. Oktober 1948 in Campo Grande, Mato Grosso) ist ein brasilianischer Rechtsanwalt, Ökonom und Politiker, der als Bundesabgeordneter die Bundesstaaten Mato Grosso und Mato Grosso do Sul vertrat.

## Leben
Oliviera ist der Sohn von Onofre Antônio de Oliveira und Rosa Nantes de Oliveira. 1972 erlangte er den Grad eines Bachelor in Wirtschaftswissenschaften in Marília und 1973 in Rechts- und Sozialwissenschaften an der Faculdade Brasileira de Ciências Jurídicas in Rio de Janeiro.
Er trat in die Partei Movimento Democrático Brasileiro (MDB) ein und wurde während der Zeit der Militärdiktatur 1974 als Abgeordneter seines Staates für die Legislaturperiode 1975 bis 1979 in die Abgeordnetenkammer des Nationalkongresses gewählt. Von 1979 bis 1983 vertrat er den von Mato Grosso herausgelösten neuen Bundesstaat Mato Grosso do Sul. Er wechselte zum Partido dos Trabalhadores (PT) und kandidierte für den Gouverneursposten in Mato Grosso do Sul, konnte die Wahl jedoch nicht gewinnen.

## Schriften
- Falando serio. Discursos. Câmara dos Deputados, Brasília 1982.
- João Gilberto Lucas Coelho, Antônio Carlos Nantes de Oliveira: A nova Constituição. Avaliação do texto e perfil dos constituintes. Revan, Rio de Janeiro 1989, ISBN 85-7106-011-8.
- (Hrsg.): Infância adolescência e políticas públicas. Discutindo conselhos, fundos e abrigos. NOVA - Pesquisa e Assessoria em Educação, Rio de Janeiro 1997.
- Antônio Carlos de Oliveira (Hrsg.), Rodolfo Pamplona Filho (Hrsg.): Estudos de direito. LTr, São Paulo 1998, ISBN 85-7322-539-4. (Festschrift für Washington Luiz da Trindade).